# Валит, Моисей Ашерович
Моисе́й Аше́рович (Алекса́ндрович) Вали́т (укр. Мойсей Ашерович Валіт; род. 13 июня 1940, Симферополь) — советский и украинский музыковед

, композитор, поэт-песенник и педагог. Член Союза композиторов Украины (1983—2012).

## Биография
Родился 13 июня 1940 года в Симферополе в семье крымчаков. Окончил теоретическое отделение Симферопольского музыкального училища (1958) и историко-теоретический факультет Горьковской консерватории (1963, класс Д. Житомирского). С 1965 года работал преподавателем теоретических дисциплин Симферопольского музучилища, возглавлял предметно-цикловую комиссию «Теория музыки». Выступал в прессе, на радио и телевидении, популяризировал творчество крымских композиторов.
С 1983 по 2012 год — член секции музыковедов Союза композиторов Украины. С начала 1990-х годов проживает в США.

## Творческая и литературная деятельность
Автор ряда музыкальных пособий («Интервалы», «Разрешение интервалов»), сборников фактурных диктантов для фортепианного и теоретического отделений музыкальных училищ, книги «Путеводитель по сонатам Чен Бао» (1979), статей в газетах и журналах («Семь лепестков нот» (1980), «Композитор А. Н. Серов в Симферополе» (1981), «Рахманинов в Крыму» (1985) и др.).
Сочинил нескольких десятков музыкальных героико-драматических произведений, в том числе песню «Там, на 10-м километре», посвящённую уничтожению фашистами крымчаков в Крыму. По словам Б. Н. Казаченко, «в 1970-е гг. эта песня в исполнении Ореста Мартынива неоднократно звучала по радио и телевидению Крыма, со сцены Крымской государственной филармонии, на авторских и тематических концертах». Написал песни на стихи А. И. Домбровского («Тополиный пух», «Крым родной»), А. Н. Апухтина, А. С. Афанасьева. Сделал обработку народных песен о Севастопольской обороне.
Лауреат Всеукраинского и Республиканского конкурсов песенно-хоровой музыки.

## Общественная деятельность
- Член Комитета по государственным премиям Республики Крым при Правительстве Автономной Республики Крым (с 1995)[11]